# Výrov (zamek)
Výrov – ruiny zamku w Klopotskim údolí (dolinie) nad ujściem Bohdašínskiego potoku do Metui, na południe od Nowego Miasta nad Metują w powiecie Náchod. Jest chroniony jako zabytek kultury Republiki Czeskiej.

## Historia
Pierwszym udokumentowanym właścicielem był Jan Černčický z Kácova, który ją miał w latach 1483–1501. Prawdopodobnie wyremontował pusty zamek, bo według náchodskiej czarnej księgi był w latach 1539–1541 używany jako więzienie dla niebezpiecznych złoczyńców. Technika murarska wskazuje na powstanie zamku w XIV wieku.

## Opis
Głównym elementem obronnym na południu i wschodzie była ściana szczytowa szerokości 4 m i wysokości co najmniej 8 m, brama wjazdowa była ukryta za ostrogą basztową. Podstawą jednoczęściowego zamku był podpiwniczony, prostokątny wolno stający pałac z wieżami, budowla drewniana albo z muru pruskiego, o czym świadczą kieszenie w zachowanej ścianie oporowej. Od północy i wschodu zamek miał, do dzisiaj zachowane okopy, o głębokości 9 i szerokości 8 m.